# Tour della selezione di rugby a 15 di Oxford e Cambridge 1971
il  Tour della selezione di rugby a 15 di Oxford e Cambridge 1971 fu una serie di incontri di rugby svoltesi in Argentina e Brasile nel 1971
La selezione rugbystica delle università di Oxford e Cambridge, tornava in Argentina a sei anni dalla visita del 1965.
Il rugby Argentino è assai cresciuto e i facili risultati contro le unioni provinciali e le nazionali argentine del passato sono un ricordo.
Il bilancio finale fu di 7 vittorie, 1 pareggio e 3 sconfitte, di cui due contro i "pumas", appena tornati dal tour in Sudafrica.

## Risultati
Sistema di punteggio: meta = 3 punti, Trasformazione=2 punti.Punizione e calcio da mark=  3 punti. drop = 3 punti. 
| San Paolo (Brasile) luglio 1971 | Brasile | 8 – 53 | Oxford e Cambridge |  |

| Arbitro: | César de Elizalde |

|  |           | |
|  | Marcatori | mete: Philips 3, Dunbar 2, Jones 2 P. Carroll, Smith, James Witney, Hinton trasf.: Saville 6 c.p.: de Saville 2 Drop: Williams |

| Arbitro: | Bruno Bertelli |

|                                            |           |                                                                  |
| mete: Navesi trasf.: Candia c.p.: Candia 3 | Marcatori | mete: Bell 2, Dunbar, R. Jones trasf.: Bell 2 R.Jones c.p.: Bell |

| Arbitro: | Eduardo Niño |

|                                 |           |                                             |
| mete: Vaca Narvaja c.p.: Vera 2 | Marcatori | mete: Douglas trasf.: Jones c.p.: Douglas 2 |

| Arbitri: | Armando Zungri John Johnson |

|                             |           |                                                                          |
| mete: Nieva c.p.: C.Rojas 2 | Marcatori | mete: Phillips 2, James W. Jones, R. Jones trasf.: Douglas 3 c.p.: Drop: |

| Arbitro: | Ricardo Colombo |

|  |           |                                                               |
|  | Marcatori | mete: Gordon 2, Hughes Phillips, Smith trasf.: Jones, Carroll |

| Arbitro: | John Johnson |

|                                             |           |              |
| mete: Mainini trasf.: Seaton c.p.: Scilabra | Marcatori | c.p.: Bell 2 |

| Arbitro: | Carlos A. Tozzi |

|                                                      |           |                                                                        |
| mete: Rodríguez Jurado trasf.: Cutler c.p.: Cutler 2 | Marcatori | mete: Hinton, Jones Hughes, Phillips trasf.: Saville 4 c.p.: Saville 4 |

| Arbitro: | José María Cabanas |

|                             |           |                                 |
| c.p.: Saville Drop: Saville | Marcatori | mete: Sepe, Viders c.p.: Viders |

| Arbitro: | Ricardo Colombo |

| |            | |
| mete: M. Morgan, J. Walther, Anthony trasf.: Harris-Smith | Marcatori  | c.p.: Seville |
| 15.D.Morgan 14.M.Walther 11.M.Pascual 13.A.Travaglini, 12.J.Walther 10.T.Harris-Smith, 9.A.Etchegaray 8.H.Silva (cap), 7.J.Wittman, 6.M.Morgan 5.J.Fernández, 4.A.Anthony 3.H.Incola, 2.J.Constante (39' G.Casas), 1.R.Foster (77' L.García Yáñez) | Formazioni | 15.P.Carroll (cap) 14.G.Phillips 11.R.Jones 13.C.Saville, 12.K.Hughes 10.D.Bell, 9.J.Page 8.J.Greenwood, 7.S.James, 6.W.Jones 5.R.Wilkinson, 4.A.Rodgers 3.N.Hinton, 2.P.Keith-Roach 2.I.Douglas. |

| Arbitro: | Ricardo Colombo |

| |            | |
| mete: Incola Drop: Harris-Smith | Marcatori  | mete: P. Carroll |
| 15.D.Morgan 14.M.Walther, 11.M.Pascual 13.A.Rodríguez Jurado, 12.A.Travaglini 10.T.Harris-Smith, 9.A.Etchegaray 8.H.Silva (cap), 7.J.Wittman, 6.M.Morgan 5.A.Otaño, 4.H.Miguens 3.H.Incola, 2.J.Constante, 1.L.García Yáñez. | Formazioni | 15.P.Carroll (cap) 14.G.Phillips, 11.B.Carroll 13.P.Smith, 12.S.James 10.C.Saville, 9.J.Page 8.G.Redmon, 7.W.Jones, 5.R.Wilkinson, 4.A.Rodgers 3.N.Hinton, 3.D.Barry, 1.A.Douglas |